# Адланж
Адланж (фр. Adelange) насеље је и општина у североисточној Француској у региону Лорена, у департману Мозел која припада префектури Буле Мозел.
По подацима из 2011. године у општини је живело 219 становника, а густина насељености је износила 37,69 становника/km². Општина се простире на површини од 5,81 km². Налази се на средњој надморској висини од 250 метара (максималној 317 m, а минималној 251 m).

## Демографија
| 1962. | 1968. | 1975. | 1982. | 1990. | 1999. | 2011. |
| ----- | ----- | ----- | ----- | ----- | ----- | ----- |
| 181   | 153   | 171   | 197   | 178   | 208   | 219   |

График промене броја становника у току последњих година